# Pollo alla cacciatora
Il pollo alla cacciatora è un piatto della cucina italiana che richiede funghi, verdure e vino. Ne esistono molte varianti. L'Italia meridionale usa più vino rosso, mentre il nord favorisce il vino bianco.

## Ingredienti
Oltre al vino e pollo, questo piatto viene preparato con pomodori, cipolle, funghi, aglio, peperoni (di vari colori) e erbe (origano, timo, rosmarino).
Alcune ricette, oltre al pepe, aggiungono anche la paprica, alcuni del prezzemolo, capperi e olive verdi e nere.

## Preparazione
I pezzi di pollo, cosparsi di sale e spezie, infarinati o meno, vengono inseriti in olio d'oliva. Il loro grasso sarà usato per cucinare cipolle, funghi, peperoni, ecc. I pomodori sono aggiunti con erbe di Provenza e vino. Quando tutto ha iniziato a cuocere, i pezzi di pollo vengono rimessi in una casseruola per cuocere a lungo. Questo piatto è spesso servito con polenta o patate.